# Parastichtis tibetica
Parastichtis tibetica är en fjärilsart som beskrevs av Max Wilhelm Karl Draudt 1950. Parastichtis tibetica ingår i släktet Parastichtis och familjen nattflyn. Inga underarter finns listade i Catalogue of Life.